# Alexander Baumjohann
Alexander Baumjohann (Waltrop, 23. siječnja 1987.) bivši je njemački nogometaš.

## Karijera
Baumjohann se Borussiji Mönchengladbach pridružio u siječnju 2007. nakon transfera iz Schalkea 04. Nosio je dres s brojem 29.
27. siječnja 2007., debitirao je za Mönchengladbach u utakmici protiv Energie Cottbusa.
U srpnju 2009. godine, prešao je u Bayern München.

## Vanjske poveznice
Statistika "Fussballdaten.de" (njem.)